# Стулин, Игорь Дмитриевич
Игорь Дмитриевич Стулин (28 апреля 1942, Москва — 20 мая 2021, там же) — советский и российский учёный-невролог, доктор медицинских наук, профессор, врач высшей квалификационной категории, заслуженный врач РФ, заслуженный деятель науки РФ, организатор новых направлений в неотложной неврологии: мониторинг инсульта и других критических состояний, диагностика смерти мозга, концепция «пульсирующего мозга» в неинвазивном мониторинге острых заболеваний центральной нервной системы, клинико-инструментальная диагностика атеросклероза; диагностика и лечение сосудистых поражений нервной системы; состояние системной и церебральной венозной циркуляции у неврологических пациентов.

## Должность
Заведующий кафедрой нервных болезней лечебного факультета ГБОУ ВПО «Московский Государственный Медико-стоматологический Университет им. А. И. Евдокимова» Минздрава РФ.
Руководитель Научно-методического центра Министерства здравоохранения РФ «Ультразвуковые и тепловизионные методы диагностики в неврологии».
Руководитель Мобильной нейродиагностической бригады Московского координационного центра органного донорства.

## Биография
- В 1965 году окончил Первый Московский Ордена Ленина медицинский институт по специальности «лечебное дело».
- В 1965—1967 годах — обучался в клинической интернатуре в НИИ неврологии РАМН.
- В 1967—1977 годах — ординатор, затем врач-невролог ЦКБ МПС № 1.
- В 1975 году защитил кандидатскую диссертацию по теме: «Эхоэнцефалография, эхосфигмография и термография в диагностике сосудистых поражений головного мозга».
- В 1991 году защитил докторскую диссертацию по теме: «Ультразвуковые и тепловизионные методы диагностики сосудистых поражений нервной системы».
- С 1979 года по настоящее время работает на кафедре нервных болезней лечебного факультета Московского Государственного медико-стоматологического университета: В 1977—1979 годах — ассистент, с 1979 по 1989 год — доцент, с 1989 года — профессор, а с 1999 года — заведующий кафедрой нервных болезней МГМСУ.

## Научная деятельность
Игорем Стулиным создана школа специалистов по ультразвуку и тепловидению, организован и находятся под его руководством научно-методический центр МЗ РФ «Ультразвуковые и тепловизионные методы диагностики в неврологии».
Под руководством и при непосредственном участии профессора И. Д. Стулина разработаны, апробированы и сертифицированы отечественные импортозамещающие диагностические системы — ультразвуковой комплекс «ЭхоЭДГ-комплексМ», прибор для глубинной термографии «Термотопограф КТТ-36-01», прибор для гальванической вестибулярной стимуляции «ГВС-01». Запущенный в серийное производство прибор «ЭхоЭДГ-Комплекс-М» установлен и успешно используется на 25 специализированных неврологических машинах СМП. В настоящее время налаживается серийное производство ультразвукового «комбайна» нового поколения — «Комплексмед» в 12 модификациях, в том числе в портативном автономном варианте для использования на скорой медицинской помощи и в условиях медицины катастроф, военной медицины. В 2007 году 2 прибора: «ЭХЭДГ-комплекс-М» и «ГВС-01» удостоены золотых медалей на 7-м Всемирном инновационном конгрессе в г. Брюсселе.
Единственной в России является созданная по инициативе проф. И. Д. Стулина Мобильная нейродиагностическая бригада при Департаменте Правительства г. Москвы, являющаяся форпостом Московского координационного центра органного донорства. В ней работают 7 наиболее опытных сотрудников кафедры. За десятилетний период работы МНДБ по клинико-инструментальному мониторингу церебральной комы осмотрено свыше 2500 больных в 17 крупнейших ургентных клиниках г. Москвы. В результате отработан авторский алгоритм безошибочной диагностики смерти мозга, отраженный в методических рекомендациях и клиническом руководстве, без чего невозможна ни одна пересадка сердца и/или печени.
Игорь Дмитриевич Стулин является членом редакционной коллегии ряда ведущих медицинских журналов «Журнал неврологии и психиатрии имени С. С. Корсакова», «Неврологический журнал», «Функциональная диагностика», «Медицина критических состояний». Он также возглавляет специализированный диссертационный совет МГМСУ им. А. И. Евдокимова Д 208.041.04 (специальности «неврология», «лучевая диагностика» и «судебная медицина»).
Перу Стулина принадлежат более 480 научных публикаций, в том числе 6 монографий, 8 патентов и авторских свидетельств, более 15 клинических рекомендаций, учебных пособий. Под его руководством защищено 2 докторские и 19 кандидатских диссертаций. По данным РИНЦ на 2017 год, индекс Хирша равен 15.